# Labium (fluit)
Het labium van een fluit is de rand waartegen de lucht wordt geblazen bij het bespelen van de dwarsfluit of de blokfluit.

## Dwarsfluit
Bij de dwarsfluit bestaat het labium uit een ovaal plaatje (de lipplaat) met een ongeveer ovaal gat erin, waar door de bespeler van de fluit overheen geblazen wordt. De onderlip ligt daarbij min of meer op deze plaat. Doordat de luchtstroom tegen de scherpe rand van het labium aan wordt geblazen ontstaan loslatingen van de snel stromende lucht. Daardoor wordt de lucht in de pijp van de fluit in trilling gebracht en ontstaat geluid. De wervelingen bij de loslatingen van de lucht achter het labium bevatten vele frequenties. Alleen de frequenties die in de pijp van de fluit passen worden versterkt via resonantie. 
Door verandering van de lipstand kan de toon worden overgeblazen. Door de mogelijkheid om de positie van de lip te veranderen, kan ook hiermee de stemming van de dwarsfluit worden gecorrigeerd. Deze mogelijkheid bestaat bijvoorbeeld bij de blokfluit niet. Hier is de instroomopening gefixeerd.

## Blokfluit

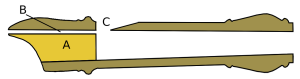
Schematische dwarsdoorsnede van het mondstuk van een blokfuit, met blok (A), instroomopening (B) en labium (C).

Bij de blokfluit is het mondstuk (labium) van hout of plastic. De lucht wordt daarin tegen een vlakke houten rand in het mondstuk geblazen, waardoor de lucht zich splitst en in trilling komt. Een deel van de lucht ontsnapt door de opening boven op het labium zelf en een deel gaat door de blokfluit zelf heen en zet de luchtkolom in de blokfluit in trilling.
Bij de shakuhachi - een blokfluit zonder 'blok' - richt de bespeler met zijn/haar lippen de luchtstroom op het labium.

## Herkomst van het woord labium
Labium is een Latijns woord, dat lip betekent.